# アラウンド・ザ・ワールド (カクテル)
アラウンド・ザ・ワールド (Around The World) はジンベースのカクテル。
透けている緑色の液色が大空を想起させ、パイナップルジュースの甘酸っぱさ、ミントの清涼感で爽快感を与える。

## 由来
飛行機の世界一周路線の運航開始の際に行われた創作カクテルコンクールの優勝作品。アメリカ人バーテンダーの作品といわれている。

## レシピの例
レシピの例を以下に記す。
- ドライ・ジン - 50ml
- ペパーミントリキュール - 15ml
- パイナップルジュース - 15ml

作り方
1. シェイカーに氷と材料を入れシェイクして、カクテルグラスに注ぐ。
2. 好みでミントチェリー（緑に染めたマラスキーノ・チェリーなど）を添える。

分量については以下のように3つの比率をどうするかで、異なるレシピもある。出来上がりのアルコール度数はそれぞれで異なる。
- ドライジン:ペパーミントリキュール:パイナップルジュース = 40ml:10ml:10ml[2][3]、30ml:10ml:20ml[4]